# Centunculus
Centunculus is een geslacht van overblijvende kruiden uit de sleutelbloemfamilie (Primulaceae).
De dwergbloem (Centunculus minimus) is een zeldzame plant in België en Nederland.

## Naamgeving en etymologie
De botanische naam Centunculus is afgeleid van het Latijn en betekent 'kleine lap'.

## Kenmerken
Centunculus-soorten zijn overblijvende, kruidachtige planten met een vertakte, rechtopstaande bloeistengel. De stengelbladeren zijn klein en staan verspreid.
De bloemen zijn kort gesteeld en staan in de oksels van de bladeren. De bloemkroon is korter dan de kelk.

## Taxonomie
Het geslacht telt twee soorten. De typesoort is Centunculus minimus.
Deze twee soorten worden door sommige botanici tot het zustergeslacht Anagallis gerekend.
- Centunculus lanceolatus
- Centunculus minimus L. (1753) - dwergbloem

... · 
Anagallis (Guichelheil) · 
Androsace (Mansschild) · 
Ardisia · 
Centunculus · 
Coris · 
Cortusa · 
Cyclamen (Cyclaam) · 
Dionysia · 
Glaux · 
Hottonia · 
Lysimachia (Wederik) · 
Myrsine · 
Primula (Sleutelbloem) · 
Samolus · 
Soldanella (Kwastjesbloem) · 
Trientalis · 
Vitalania · 
...